# 七つの時
七つの時（ななつのとき、英語 Seven Times、ヘブライ語 וְשִׁבְעָ֥ה עִדָּנִ֖ין 、ギリシャ語 επτά καιροί）とは、旧約聖書中のダニエル書4章16節と32節で、ネブカドネザル王にエホバ（またはヤハウェ）神が告げた言葉に登場する聖書語句。

## エホバの証人の見解
ダニエル書4章の記述の中で、古代バビロニア帝国の王ネブカドネザルは幻を見て、ダニエルがその幻の解き明かしをした。その幻とは、途方もなく高い一本の木が天に達するほど成長していたが、み使いがその木を切り倒し、その根株に鉄と銅でたがを掛ける。それには獣の心を与えられ、七つの時の期間が過ぎた後、神が人間の王国の支配者であり、人のうち最も立場の低い者をさえ支配者の立場に置くことを知る、というものである。聖書の中でこれはネブカドネザル自身に成就している。エホバの証人によれば、この「七つの時」にはより大きな成就があり、それは異邦人の時の期間を示すとの見解を持つ（「異邦人の時」の頁も参照）。これは、バビロニア帝国の支配によりダビデ王統による支配が断たれた後、ダビデ王統の法的権利を持つイエス・キリストが王として支配するまでの期間を表しているとの視点に立つ見解である（エゼキエル 21:25-27）。獣の心が与えられたことは、ダニエル書6章と7章の野獣からなる世界強国の興隆を表し、時が過ぎた後に支配権が「人のうち最も立ち場の低い者」（ダニエル 4:17）に与えられることは、イエス･キリストを指すとの見解を持つ。
また、七つの時は聖書から年代計算ができるとの見解を持つ。考古学的に確立されているとされる、バビロニア帝国がキュロスによって滅びた西暦前539年を基準とする。エズラ記1章1節では、「ペルシャの王キュロスの第一年」にユダヤ人は故国に帰還した。キュロスの治世の第一年は、西暦前538年のニサンから西暦587年のニサンまでの期間となる。エズラ記3章1節によればイエスラエル人は第七の月（ティシュリ）に帰還している。そこから推定し、イエスラエル人が帰還した年は西暦前537年第七の月であると見積もる。
そして、歴代誌第二36章21節、エレミヤ書25章11と12節、29章10節、ダニエル書9章2節を根拠に、70年間をさかのぼった西暦前607年にエルサレムは滅びたとしている。（しかし考古学的調査によればエルサレムが滅びた年は西暦前587年である）。さらにエレミヤ書41章1節と7節を見ると、エジプトに逃亡しようとしたユダヤ人に対し、第七の月の十日にエレミヤからエホバの言葉が臨み、エジプトへは行ってはならないと警告されている。この記述からユダヤ人は第七の月の半ばまでにエジプトに逃亡したと推測し、西暦前607年ティシュリの15日（10月4日ないし5日）をエルサレムの完全な滅びの日としている。ティシュリの15日に拘るのは、この日が仮小屋の祭りの日と一致するからである。
また、七十人訳聖書は「七年」と訳されていること、またヨハネへの啓示12章6節と14節では三時半は1260日であることなどを根拠に、七つの時を7年であるとする。聖書預言における1年は360日であるので、七つの時は2520日となる。さらに、一日は一年であるとする民数記14章34節とエゼキエル書4章6節の原則から2520年という期間を導く。こうして、西暦前607年から2520年後である1914年10月4日ないし5日に異邦人の時は満了し、イエス・キリストが神の王国の王として即位されたとの見解を持つ。1914年7月28日に第一次世界大戦が勃発したのは終わりの時が始まった証拠であると主張する（マタイ 24:7、啓示 6:3、4）。しかし、それが10月の前に勃発したのはヨハネへの啓示12章4節の成就であり、神の王国から人々の注意を逸らし、神の王国が人類を支配するのを妨げようとするサタンの企てであったと解釈している。
西暦前537年-70年=西暦前607年

7年×360日=2520日

西暦前607年+2520年=西暦1914年（西暦0年は存在しない）